# 鳥取県公安委員会
鳥取県公安委員会（とっとりけんこうあんいいんかい）は、鳥取県警察を管理するため鳥取県知事所轄の下に設置される行政委員会である。3人の委員で構成される。所在地は鳥取市東町1丁目271である。

## 委員
- 委員長
  - 勝部芳子
- 委員
  - 久本雅義
  - 衣笠優子

## 下部組織
- 鳥取県警察